# Bois-Arnault
Bois-Arnault é uma comuna francesa na região administrativa da Normandia, no departamento de Eure. Estende-se por uma área de 12,78 km². Em 2010 a comuna tinha 712 habitantes (densidade: 55,7 hab./km²).